# Oligotrophus mangiferae
Oligotrophus mangiferae är en tvåvingeart som först beskrevs av Jean-Jacques Kieffer 1909.  Oligotrophus mangiferae ingår i släktet Oligotrophus och familjen gallmyggor. Inga underarter finns listade i Catalogue of Life.